# Gosen-Neu Zittau
Gosen-Neu Zittau (niedersorbisch Góźna-Nowa Žytawa) ist eine amtsangehörige Gemeinde im Landkreis Oder-Spree in Brandenburg (Deutschland).

## Geografie

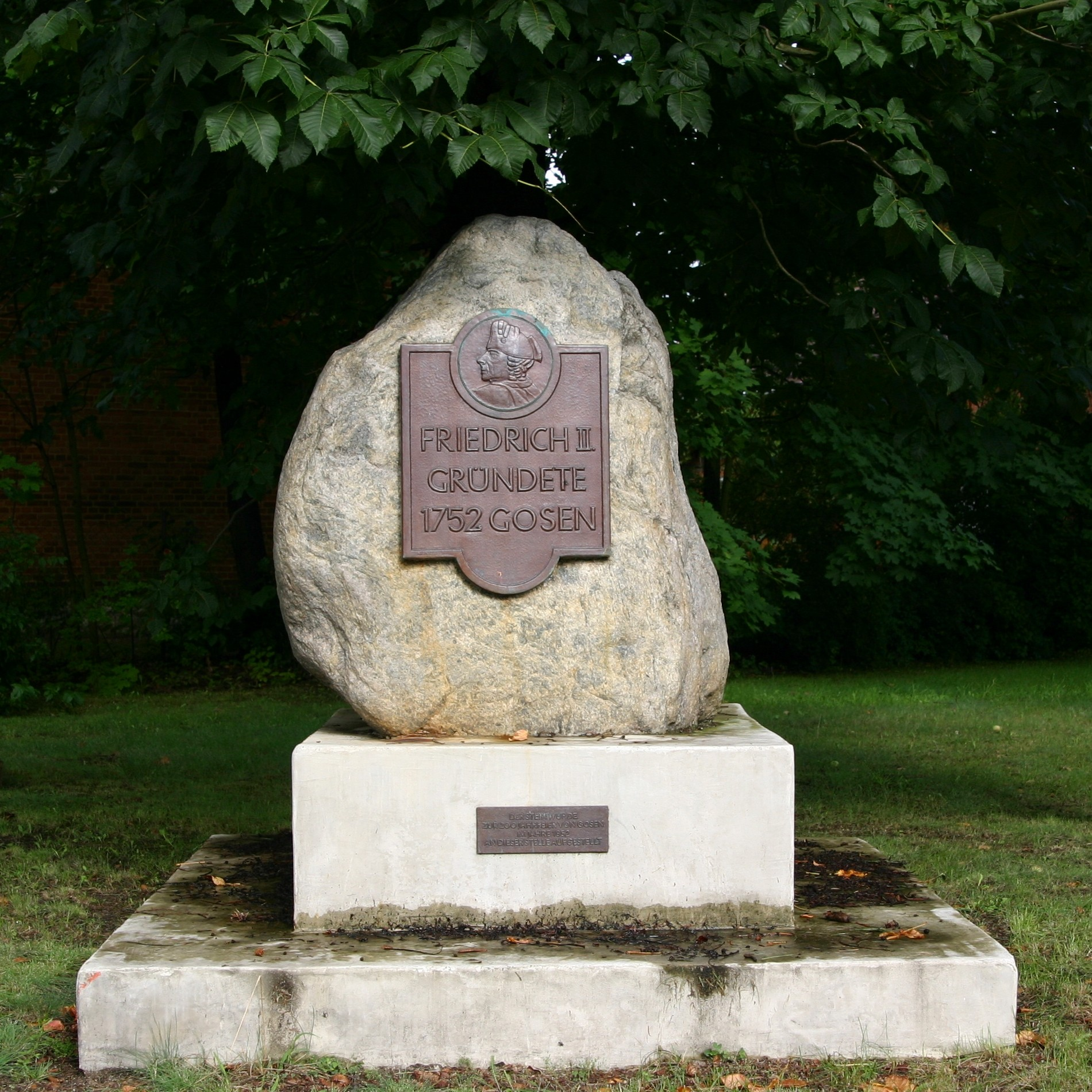
Denkmal zur Ortsgründung Gosen

Gosen-Neu Zittau liegt direkt an der Spree und grenzt unmittelbar an den Oder-Spree-Kanal und den Seddinsee (Berlin). In der Nähe liegt der Stahlberg mit 86 m.ü. NHN. Der Ortsteil Gosen liegt am nördlichen Ende des Schmöckwitzer Werders zwischen dem Seddinsee und dem größtenteils trockengelegten Wernsdorfer See. Im Norden wird Gosen von Auen begrenzt, die sich bis zum Dämeritzsee erstrecken. Der Ortsteil Neu Zittau liegt zwischen der Auenlandschaft der Spree im Norden und der Friedersdorfer Forst im Süden. Ebenso verhält es sich mit den Siedlungen Burig und Steinfurt, die weiter spreeaufwärts liegen.
Nachbargemeinden
| Berlin-Müggelheim  | Erkner                                      | Grünheide (Mark)                     |
|                    | Kompassrose, die auf Nachbargemeinden zeigt | Spreenhagen (Ortsteil Hartmannsdorf) |
| Berlin-Schmöckwitz | Königs Wusterhausen (Ortsteil Wernsdorf)    |                                      |

## Gemeindegliederung
Die Gemeinde besteht aus den Ortsteilen Gosen (Góźna) und Neu Zittau (Nowa Žytawa). Zu Neu Zittau gehören die Gemeindeteile Burig und Steinfurt, zu Gosen der Wohnplatz Zwiebusch.

## Geschichte

### Gründung als Spinnerdörfer

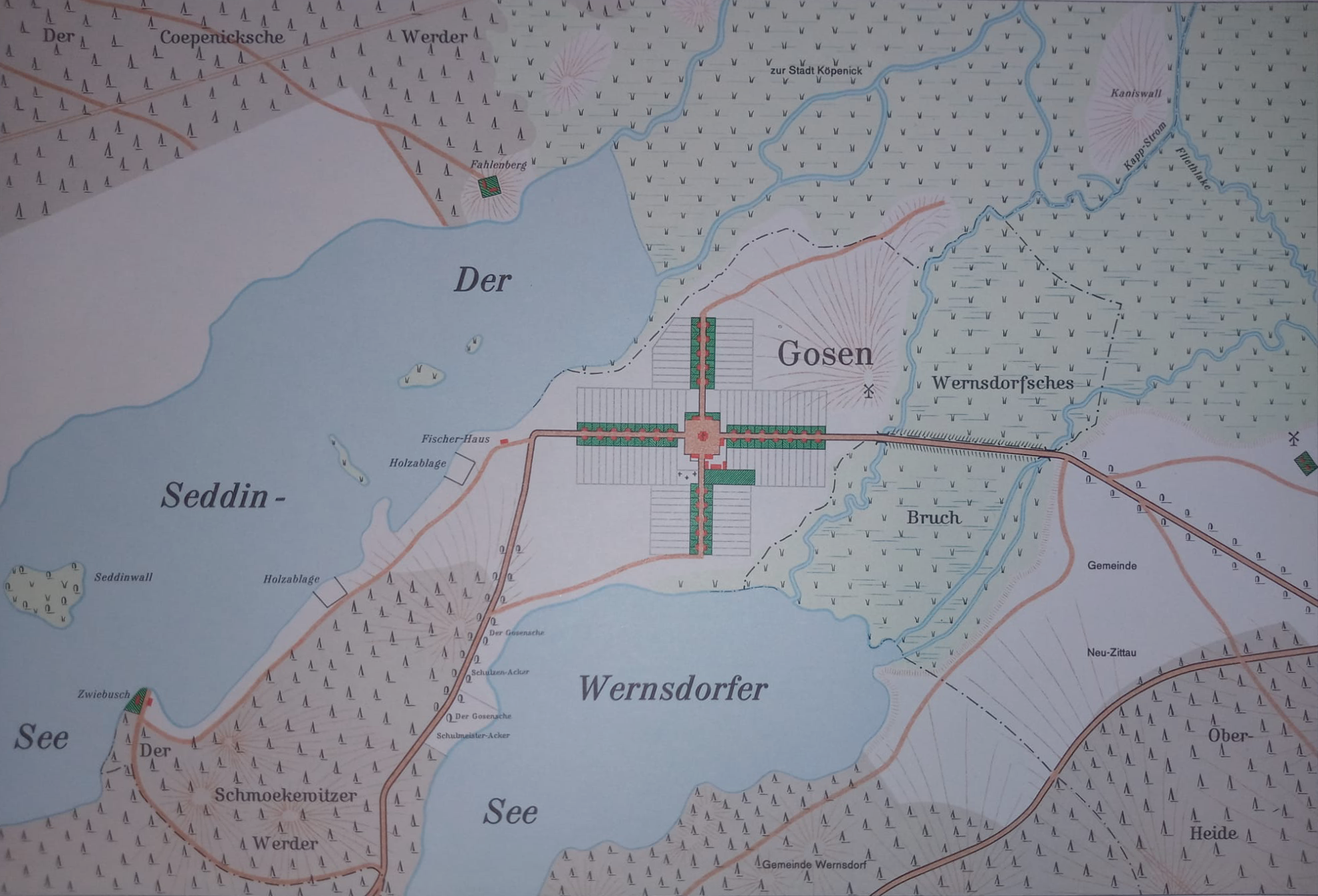
Gosen um 1800

Friedrich II. von Preußen wollte sein durch Kriege stark gepeinigtes Land wieder aufbauen und sagte: „Warum soll man teuer Rohstoffe von außerhalb kaufen, wenn man sie billiger im eigenen Land produzieren kann?“ Einer dieser begehrten Rohstoffe war Wolle. Und so ließ Friedrich in der Nähe der Spree einige Dörfer auf dem Gebiet des königlichen Domänenamtes Storkow gründen, in denen sich Feinspinner aus Sachsen niederlassen sollten, um Wolle für die Wollgroßmanufakturen in Berlin zu spinnen.

#### Neu Zittau
Am 19. August 1751 wurde dem König der Plan für ein Spinnerdorf in der Nähe von Wernsdorf unterbreitet. Der Name Neu Zittau tauchte erstmals am 22. Dezember 1751 auf. Geplant war ein Dorf aus 50 Doppelhäusern für 100 Familien, ein Schulzengericht, ein Krug und eine Mühle. Für den Bau des Dorfes wurden dann 11.000 Reichstaler zur Verfügung gestellt. Die ersten Häuser wurden im August 1752 fertiggestellt, und es kamen die ersten Familien in Neu Zittau an. Alle Häuser waren im darauf folgenden Jahr fertig, und mit der Unterzeichnung der Gründungsurkunde vom 16. Mai 1753 durch Friedrich II. war Neu Zittau offiziell gegründet. Neu Zittau hat seinen Namen, da viele Siedler aus der Nähe von Zittau in Sachsen angesiedelt werden sollten. Tatsächlich kamen aber nur zwei Familien aus dieser Gegend.

#### Gosen
Weiter westlich wurde ein weiteres Spinnerdorf gegründet. Da es auf einer Halbinsel lag und von drei Seiten durch Gewässer oder Sumpf begrenzt war, erhielt es denn Namen Gosen. Dieser Name geht auf den biblischen Ort Goschen zurück, der im Nildelta lag.

### Wandel zu Schifferdörfern
Der Hauptwirtschaftszweig in Neu Zittau sollte die Wollspinnerei sein. Dazu wurden die angesiedelten Feinspinner mit Wolle der Wollweberei „Wegely und Söhne“ aus Berlin beliefert. Die Neu Zittauer sollten nun Garne spinnen und diese wieder der Firma Wegely zurückliefern. Da die meisten aber nur mittlere und grobe Garne spinnen konnten, jedoch feine erwünscht waren, konnte man von der Spinnerei kaum leben. Selbst ein fleißiger Spinner brachte es wöchentlich auf höchstens 16–20 Groschen. Da zum Ende des 18. Jahrhunderts durch Krankheiten der Seidenraupen die Seidenindustrie stark zurückgegangen war, mussten sich die Neu Zittauer eine einträchtigere Erwerbsquelle suchen. Die große Zeit der Schifffahrt begann. Da die Wasserstraße direkt am Ort vorbeiführte und die Spree damals mehr Wasser führte als heute, wurde aus dem Spinnerdorf ein Schifferdorf. Bereits 1768 gab es sechs Schiffer, 1803 waren es 17 und zwischen 1850 und 1900 waren es mehr als 100 Schiffer. Die Neu Zittauer Schiffer zählte man zu den Güterschiffern. Es wurden Rüdersdorfer Kalksteine nach Berlin, oder Kohlen, Blei und Zink von Breslau nach Berlin transportiert. Durch die Schifffahrt kam Neu Zittau zu einigem Wohlstand, und es wurden größere und schönere Häuser gebaut, von denen heute einige noch stehen. Im Jahre 1806 wurde ein Schifferverein gegründet. Dieser wurde bald in Schiffergeselligkeitsverein umbenannt, und jeder aus dem Dorf betrachtete es als Pflicht Mitglied zu sein. Am 25. März 1889 wurde eine Schiffer-Innung mit 67 Mitgliedern aus Neu Zittau, Gosen, Wernsdorf und Freienbrink gegründet. Später kamen weitere Schiffer dazu, sodass die Innung 1906 bereits 130 Mitglieder zählte. Im Jahre 1897 wurde eine Schifferschule gegründet, in der man das Schifferpatent erlangen konnte. Diese Schule erlangte eine so große Berühmtheit, dass sogar Schiffer aus dem Rheinland ihr Patent hier ablegten. Später versandete der Lauf der Spree immer stärker, und die Schifferei verlagerte sich nach Wernsdorf, was durch den Bau des Oder-Spree-Kanals (1887–1891) begünstigt wurde. Am 1. April 1935 wurde die Innung aufgelöst, da freie Innungen im dritten Reich nicht mehr existieren durften. Am Ende hatte sie noch 70 Mitglieder. Heute gibt es keine Schifffahrt mehr in Neu Zittau, aber dafür ein vielfältiges Angebot von Dienstleistungsunternehmen. Die Palette reicht vom Böttchermeister über Bäcker und Blumenladen bis hin zu Reiterhöfen, Pensionen und vielen Gaststätten.

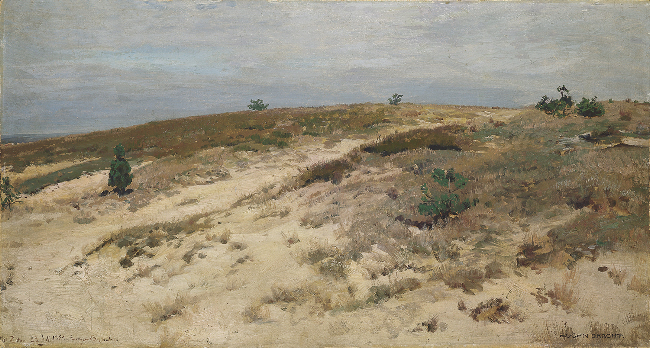
Eugen Bracht: Heidelandschaft (Neu Zittau bei Berlin), 1884

### DDR-Zeit
In Gosen befand sich das Schulungszentrum der DDR-Staatssicherheit für Auslandsagenten (HVA), welches im Jahr 1988 fertiggestellt und 1990 geschlossen wurde.

### Verwaltungsgeschichte
Gosen und Neu Zittau gehörten ursprünglich zum Kreis Beeskow-Storkow im Königreich Preußen und lagen hier auf dem Gebiet der ehemaligen Herrschaft Storkow.
Im Rahmen der preußischen Verwaltungsreformen nach dem Wiener Kongress wurde mit Wirkung zum 1. April 1817 der Kreis Teltow-Storkow in der Provinz Brandenburg gegründet, in den beide Orte eingegliedert wurden. Im Jahr 1836 wurde der Kreis Beeskow-Storkow wiederhergestellt. Er bestand bis zu seiner Auflösung am 1. Juli 1950. Gosen und Neu Zittau wurden dem Kreis Fürstenwalde zugeordnet (seit der DDR-Verwaltungsreform von 1952 im Bezirk Frankfurt (Oder)). Seit 1993 liegen sie im brandenburgischen Landkreis Oder-Spree.
Gosen und Neu Zittau wurden am 26. Oktober 2003 im Rahmen der Gemeindegebietsreform Brandenburgs zu einer Gemeinde zusammengeschlossen.

## Bevölkerungsentwicklung
| 1875 | 0.771 | 0.901 | 2003 |       |       | 2 688 |
| 1910 | 0.954 | 1 155 | 2005 |       |       | 2 731 |
| 1939 | 1 000 | 1 851 | 2010 |       |       | 2 900 |
| 1946 | 1 059 | 2 015 | 2015 | 1 590 | 1 421 | 3 055 |
| 1950 | 0.982 | 1 891 | 2020 | 1 895 | 1 434 | 3 268 |
| 1971 | 0.863 | 1 673 | 2021 | 1 887 | 1 441 | 3 318 |
| 1990 | 0.757 | 1 366 | 2022 | 1 982 | 1 448 | 3.208 |
| 1995 | 0.777 | 1 329 | 2023 | 1 996 | 1 437 | 3.252 |
| 2000 | 1 135 | 1 320 | 2024 | 2 002 | 1 453 | 3.226 |
| 2002 | 1 282 | 1 352 |      |       |       |       |

Gebietsstand des jeweiligen Jahres, Einwohnerzahl: Stand 31. Dezember (ab 1995),, ab 2011 auf Basis des Zensus 2011, ab 2022 auf Basis des Zensus 2022
Die Angaben der Ortsteile seit 2015 gelten nicht für den 31. Dezember, sondern für den 30. Juni des jeweiligen Jahres, daher gibt es Differenzen zwischen der Gesamteinwohnerzahl der Gemeinde und der Summe der Ortsteile.

## Religion
Wie in den meisten Regionen Brandenburgs ist die Bevölkerung überwiegend konfessionslos. Gemäß dem Zensus 2022 waren am 15. Mai 2022 7,2 % der Einwohner evangelische und 2,8 % katholische Christen. 90,2 % waren dagegen weder evangelisch noch katholisch.
Es existieren eine evangelische und eine neuapostolische Gemeinde.

## Politik

### Gemeindevertretung
Die Gemeindevertretung von Gosen-Neu Zittau besteht aus 16 Gemeindevertretern und dem ehrenamtlichen Bürgermeister. Die Kommunalwahl am 9. Juni 2024 führte bei einer Wahlbeteiligung von 67,6 % zu folgendem Ergebnis:
| Partei / Wählergruppe                                                     | Stimmenanteil 2019 | Sitze 2019 |        | Stimmenanteil 2024 | Sitze 2024 |
| ------------------------------------------------------------------------- | ------------------ | ---------- | ------ | ------------------ | ---------- |
| SPD                                                                       | 31,5 %             | 5          | 27,6 % | 4                  |            |
| Freiwillige Feuerwehr Gosen                                               | 16,0 %             | 3          | 23,3 % | 4                  |            |
| Brandenburger Vereinigte Bürgerbewegungen / Freie Wähler Gosen-Neu Zittau | 09,5 %             | 1          | 16,2 % | 3                  |            |
| bürgernah Gosen-Neu Zittau                                                | 11,4 %             | 2          | 14,8 % | 2                  |            |
| Freiwillige Feuerwehr Neu Zittau                                          | 07,5 %             | 1          | 06,6 % | 1                  |            |
| Einzelbewerber Filip Schnuppe                                             | –                  | –          | 06,1 % | 1                  |            |
| Förderverein Dorfkirche Gosen                                             | 05,3 %             | 1          | 05,5 % | 1                  |            |
| Die Linke                                                                 | 09,3 %             | 1          | –      | –                  |            |
| Bündnis 90/Die Grünen                                                     | 04,9 %             | 1          | –      | –                  |            |
| CDU                                                                       | 04,6 %             | 1          | –      | –                  |            |
| Insgesamt                                                                 | 100 %              | 16         | 100 %  | 16                 |            |

### Bürgermeister
- 2003–2014: Horst Buch (SPD)[15]
- 2014–2024: Thomas Schwedowski (SPD)[16]
- seit 2024: Frank Nakoinz (BVB/Freie Wähler)

Schwedowski wurde in der Bürgermeisterstichwahl am 16. Juni 2019 mit 54,7 % der gültigen Stimmen wiedergewählt.
Nakoinz wurde in der Bürgermeisterstichwahl am 30. Juni 2024 mit 58,9 % der gültigen Stimmen zu seinem Nachfolger gewählt.

## Sehenswürdigkeiten und Kultur

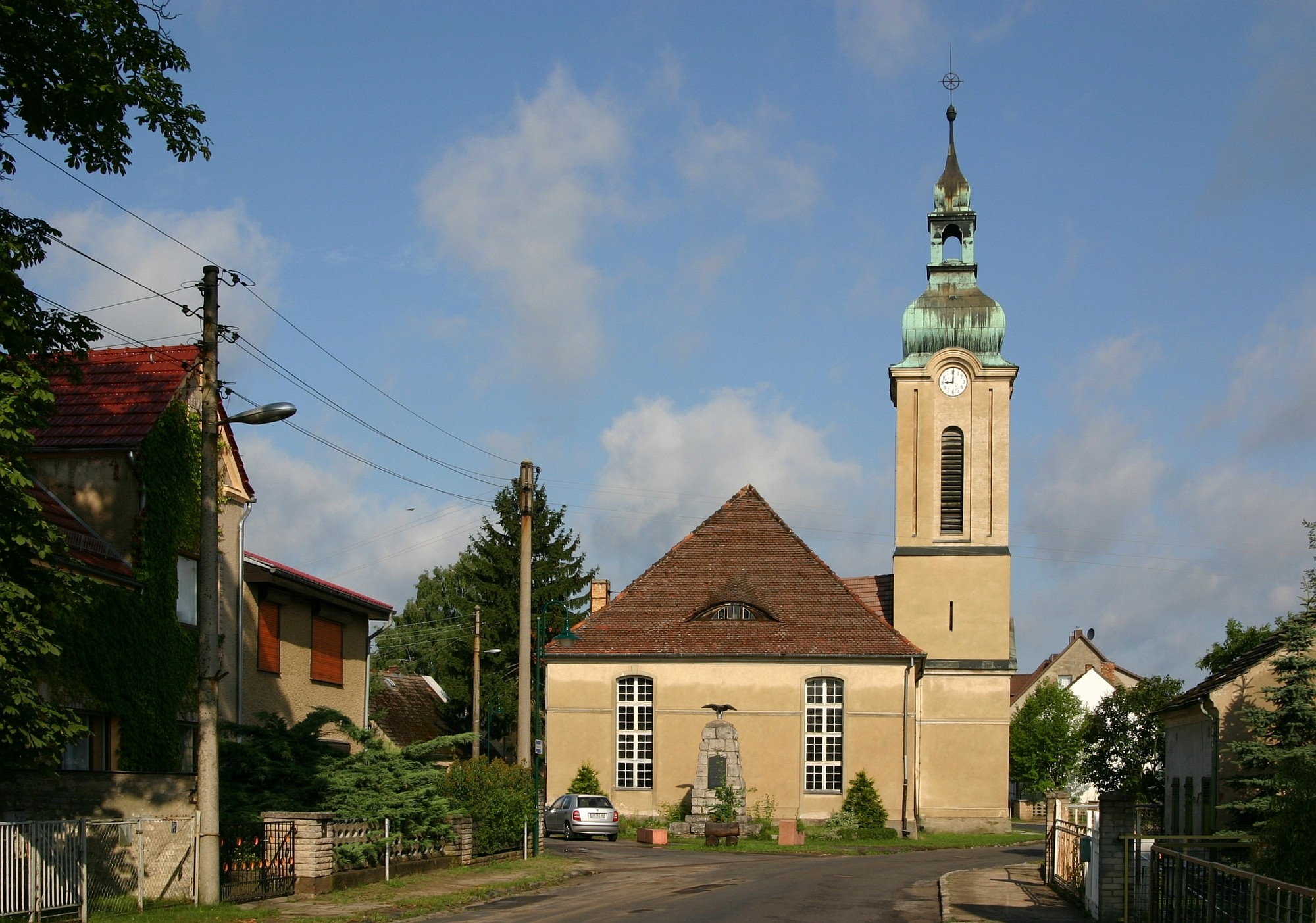
Dorfkirche Neu Zittau

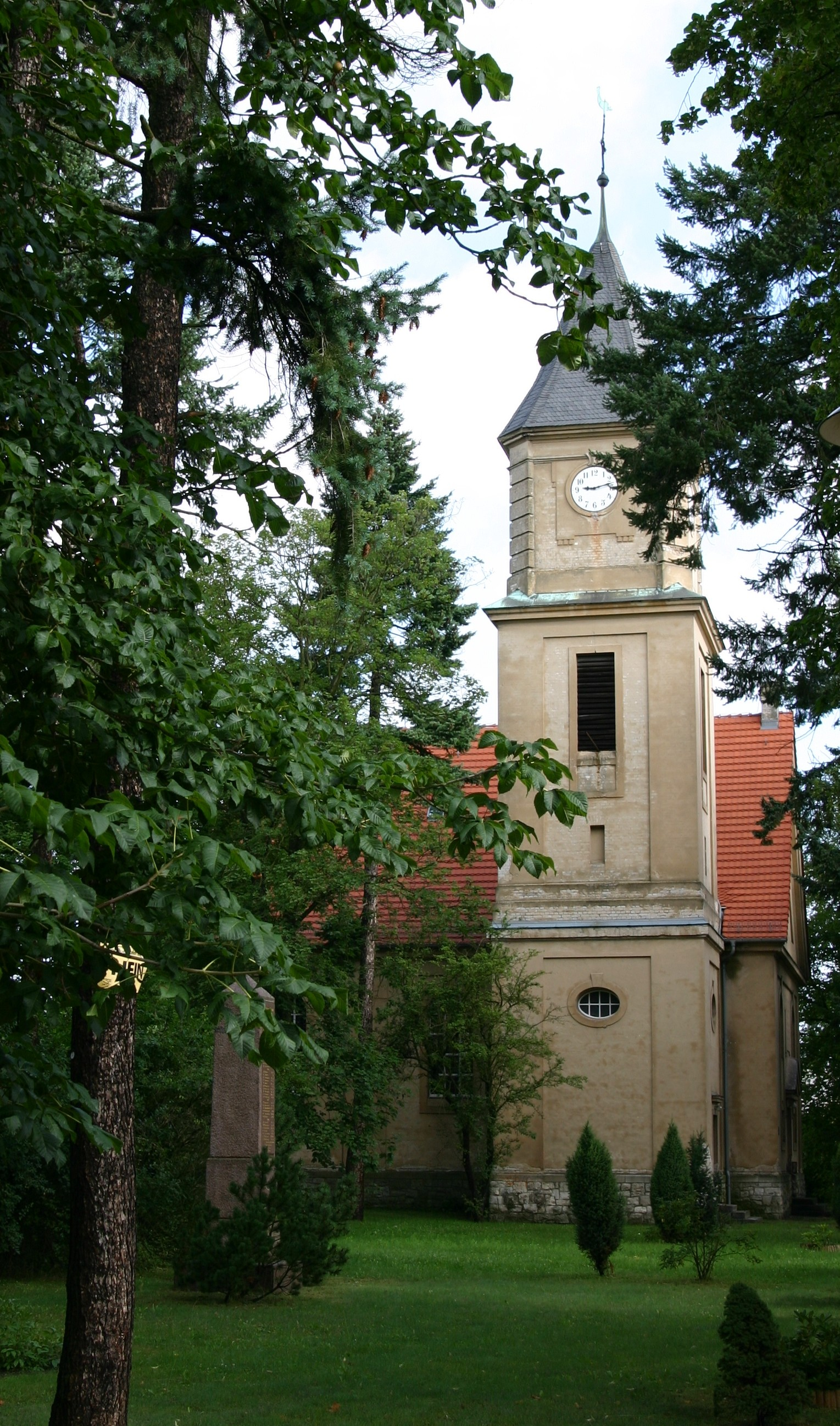
Dorfkirche Gosen

In der Liste der Baudenkmale in Gosen-Neu Zittau und in der Liste der Bodendenkmale in Gosen-Neu Zittau stehen die in der Denkmalliste des Landes Brandenburg eingetragenen Kulturdenkmale.

### Kirchen
- Dorfkirche Neu Zittau, Saalkirche von 1767 aus verputztem Mauerwerk mit rechteckigem Kirchturm und Vorhalle von 1907
- Dorfkirche Gosen

### Geschichtsdenkmale
- Gedenktafel von 1994 am Wohnhaus der jüdischen Schwestern Lina und Johanna Samters, die durch die Verfolgung der Nazis ums Leben kamen, in der Storkower Straße 3 des Ortsteils Gosen
- Ehrenmal für die Opfer des Faschismus vor der Kirche an der Berliner Straße im Ortsteil Neu Zittau

### Museen

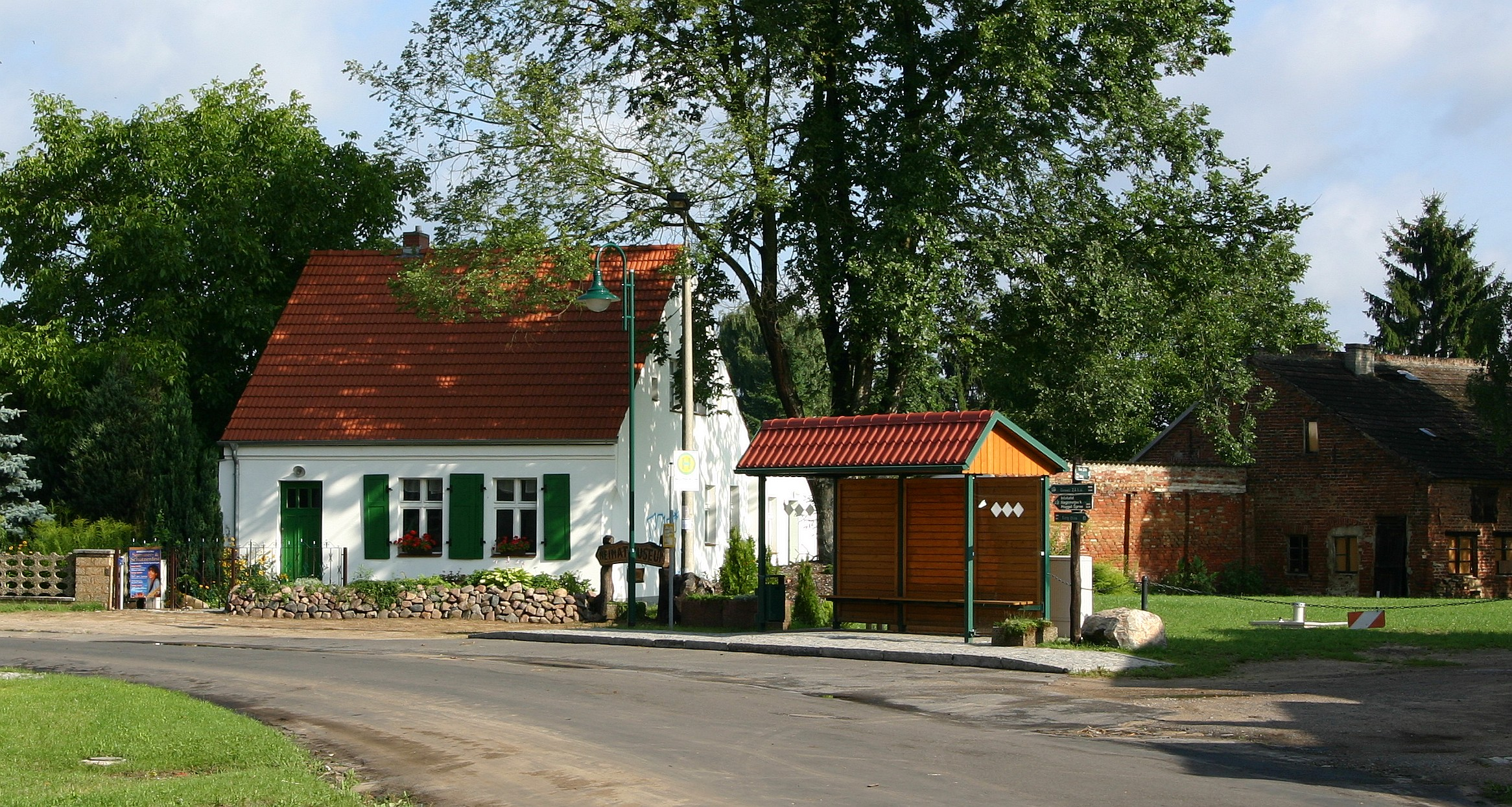
Heimatmuseum Neu Zittau

- Heimatmuseum Neu ZittauHeimatmuseum Neu Zittau
- Heimatstube Gosen

### Spreetreiben

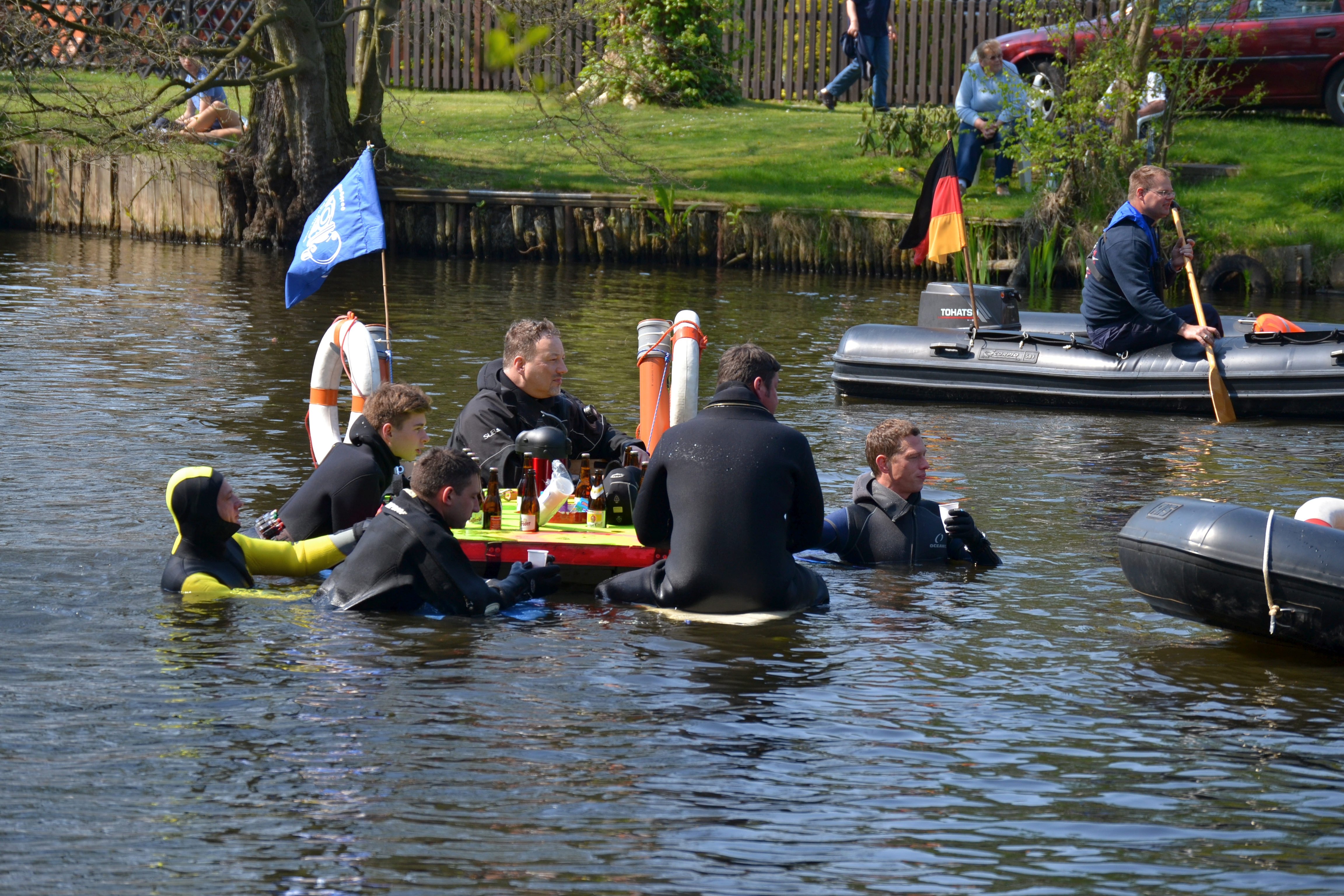
17. Spreetreiben im Jahr 2014

Jährlich zu Ostern findet das Spreetreiben statt. In Schwimmanzügen geht es von Neu Zittau die Spree entlang in Richtung Berlin nach Erkner zum Strandbad. Die Teilnehmer tragen kuriose Schwimmhilfen und werden von bis zu 5.000 Besuchern an der Strecke bewundert und angefeuert.

### Heimatlied
Neu Zittauer Heimatlied von Hauptlehrer Gause (1938):
1. Dort, wo die Spree sich westwärts wendet, da liegt ein Dörflein still und traut, und wo der Hang am Flüsschen endet, hat’s einst der „alte Fritz“ erbaut. Er rief von Sachsen her die Leute, gab ihnen Acker, Hof und Haus. Und so wie damals schallt’s noch heute, ein frohes Leben aus dem Ort heraus.
2. Folgst du am Fluss dem Wiesenpfade, grüßt drüben dich der Häuser Reih’, und wie aus einer Spielzeuglade sind Größen aller Art dabei. Geschmiegt an jene Hügelkette, die Kirche treu bemuttert sie, und alles strahlt hier um die Wette – ein herrlich Bild, das vergisst man nie.
3. Stehst du am Rande jener Hügel, da wo die Heide weit sich dehnt, hättest dem Schauen weite Flügel für diesen Anblick schnell entlehnt. Vorn ducken sich die Häuser nieder, dort hinten schlängelt sich der Fluss. Wald, Wiese, Hügel grüßen wieder – ein prächtig Bild, das ewig bleiben muss.
4. Wisst ihr, wie ich dies Fleckchen nenne, den Ort, der solches bietet dar? Der darin wohnt, glaubt, dass er’s kenne – es heißt „Neu-Zittau“ doch fürwahr. Wir, die wir seine Bürger heißen, sind stolz auf diese Heimat hier. Sind unsere Alten auch aus Zittau-Meißen, jetzt sind wir Märker, heimattreu wie ihr.

## Wirtschaft und Infrastruktur

### Ansässige Unternehmen
- Müggelpark Gosen[20]
- Trötsch Verlag[21]

### Verkehr
Gosen-Neu Zittau liegt an den Landesstraßen L 30 (Königs Wusterhausen–Rüdersdorf) und L 39 (Gosen bis zur Berliner Landesgrenze (Ortsteil Berlin-Müggelheim)). Die nächstgelegene Autobahnanschlussstelle ist Erkner an der A 10 (östlicher Berliner Ring).
Bis zum Ende des Zweiten Weltkriegs hatte die Gemeinde über die Anschlussstelle Friedersdorf eine direkte Verbindung zur A 12 Berlin–Frankfurt (Oder). Da die Brücke über den Oder-Spree-Kanal 1945 gesprengt und nicht wieder aufgebaut wurde, ist diese Verbindung seitdem unterbrochen.
In Gosen-Neu Zittau verkehren mehrere Buslinien der Busverkehr Oder-Spree GmbH, die u. a. zum Bahnhof Erkner führen. Die Buslinie 369 der BVG verbindet Gosen-Neu Zittau mit dem Berliner Ortsteil Müggelheim.

### Bildung
- Grundschule „An der Spree“, Neu Zittau
- Campus Neu Zittau der Docemus Privatschulen[22]
  - Friedrich-Gedike-Gymnasium
  - Johannes-Gutenberg-Oberschule
  - Bertha-von-Suttner-Fachoberschule

## Mit Gosen-Neu Zittau verbundene Persönlichkeiten
- Robert Kreitling (1837–nach 1913), Politiker (Freisinnige Volkspartei), in Neu Zittau geboren
- Julius Krautz (1843–1921), Scharfrichter, lebte in Burig
- Heinz Roloff (1913–1998), Präsident von Hertha BSC, in Neu Zittau geboren
- Jürgen Kieser (1921–2019), Comic-Zeichner, lebte in Neu Zittau
- Manfred Kujawski (1924–2024), Setdesigner, lebte in Gosen-Neu Zittau
- Hans Otto Lehnert (1937–2012), Kunstschmied, lebte und arbeitete in Gosen
- Günther Fischer (* 1944), Jazzpianist und Komponist, lebte in Gosen[23]